# マトラ・MS670
マトラ・MS670（Matra MS670 ）は、マトラが開発したプロトタイプレーシングカーである。1972 - 1974年のル・マン24時間レースにおいて3連覇を果たした。
本項では発展型のMS680Bについても説明する。

## 概要

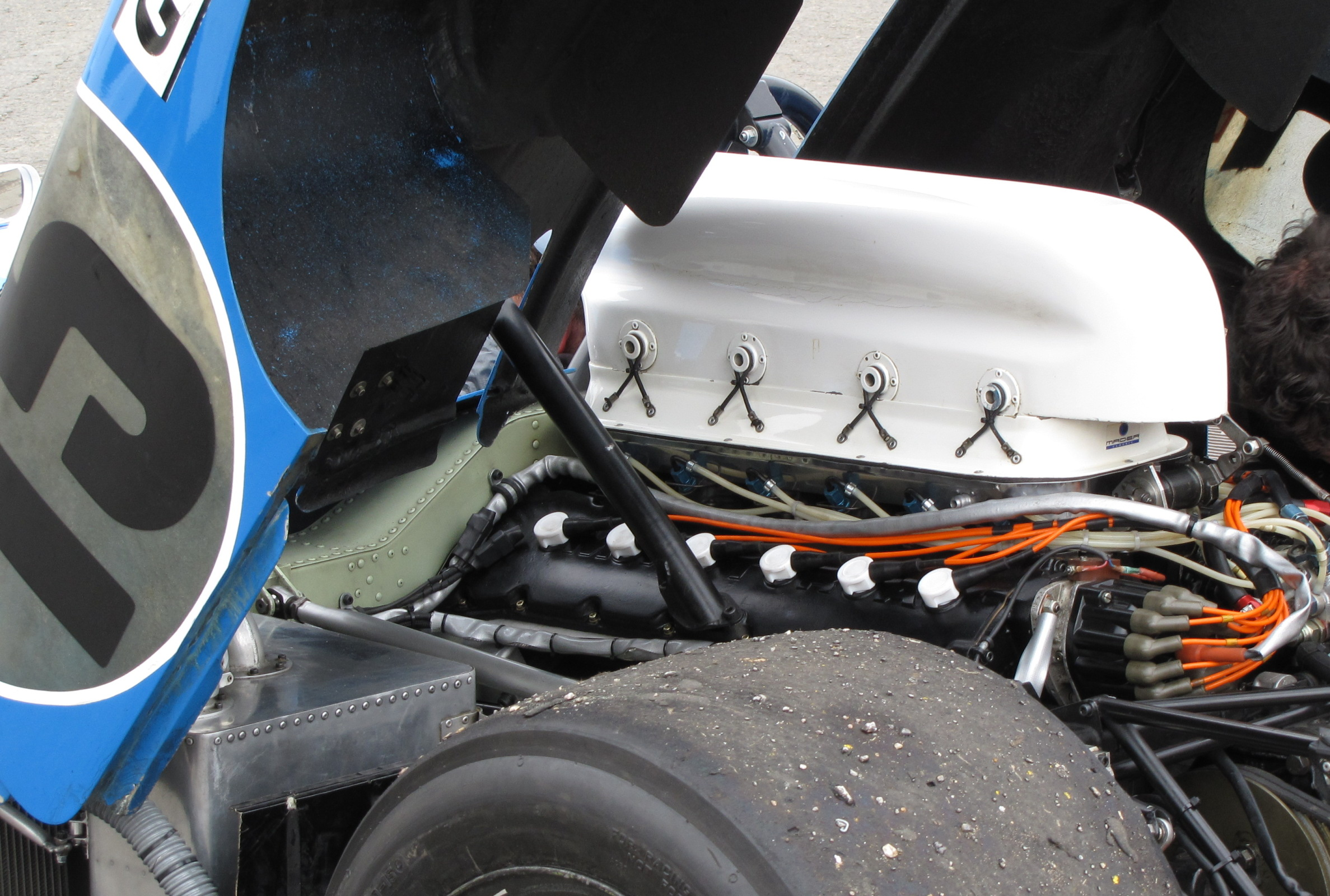
エンジン回り。エンジン上部にあるのはインダクションボックス。

1970 - 71年のル・マンに出走したMS660の後継車として開発。基本的なメカニズムはほとんど変わらないが、フロント部のホイールが15インチから13インチに縮小（リヤは同一）、リム幅がフロント・11インチ、リヤ・15インチに変更された。エンジンは新設計のMS72（出力は450bhp/10,500rpm）が搭載される（ペスカロロ車は旧式のMS12）。
1973年型はギアボックスがZFからヒューランド製のDG300に変更される。エンジンの出力は475bhp - 480bhpにアップ。ル・マンで改良型のMS670Bが登場。MS670との相違点はリヤ・ホイールが13インチに縮小、それによりリヤのブレーキがインボード化された。また耐久性向上のためポルシェ製のギアボックスが搭載された。
1974年はMS670Cにバージョンアップ（ル・マンではポルシェ製のギアボックスを装備したMS670Bを使用）。インダクションボックスが前年型より高く設定され、フロントのラジエター・インテークの形状が前年までのインテーク上面がゆるやかな曲線状から直線形になり、ボディの細かいところに手が入れられている。エンジンは出力が490bhp/11,500rpmにアップしたMS73が登場（ル・マンでは450bhp/10,500rpmに抑えられた）。ギアボックスはDG300からTL200に変更された。

## 戦績

### 1972年

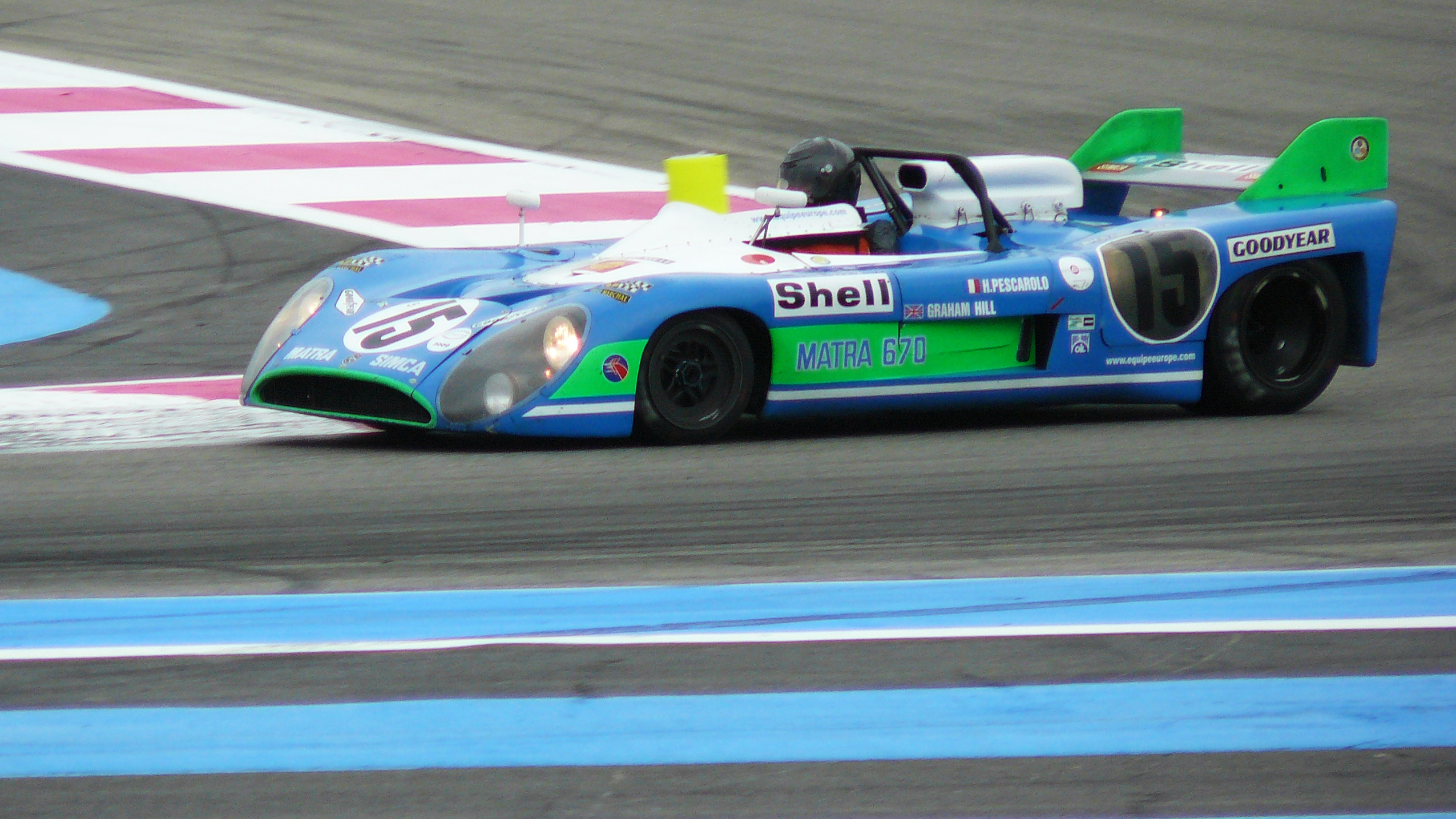
1972年型MS670

この年は世界メーカー選手権には参戦せず、6月10 - 11日に開催されたル・マン24時間のみに参加した。
- ジャン＝ピエール・ベルトワーズ/クリス・エイモン（MS670-03）
- フランソワ・セベール/ハウデン・ガンレイ（MS670-02）
- アンリ・ペスカロロ/グラハム・ヒル（MS670-01）

上記三組がMS670でエントリー（他にジャン＝ピエール・ジャブイーユ/ディビッド・ホッブス組がMS660Cに乗る）。なお、フランス人と他国人ドライバーという組み合わせの理由は、いずれかのマシンが優勝してもフランス人ドライバーが優勝ということにするため。ペスカロロ/ヒル車のみショートテール仕様で、他2台はロングテール。
前戦まで連勝を続けていたフェラーリ陣営が直前の6月1日になって参戦を見合わせたため、優勝の本命と目された。予選では3台のMS670が1 - 3位を独占、決勝では優勝候補のベルトワーズ組が首位に立ったが、2周目にダンロップ・ブリッジ付近でコンロッドが破損、"アルナージュ"まで来たところで出火してリタイヤ。エイモンは一回も走らずに終わった。レースはセベール組と首位を争ったペスカロロ組が優勝、セベール組も2位に入り悲願のル・マン初優勝を果たした。
- （MS670-01）予選2位/優勝
- （MS670-02）予選1位/決勝2位
- （MS670-03）予選3位/決勝リタイヤ（エンジン・2周）

### 1973年

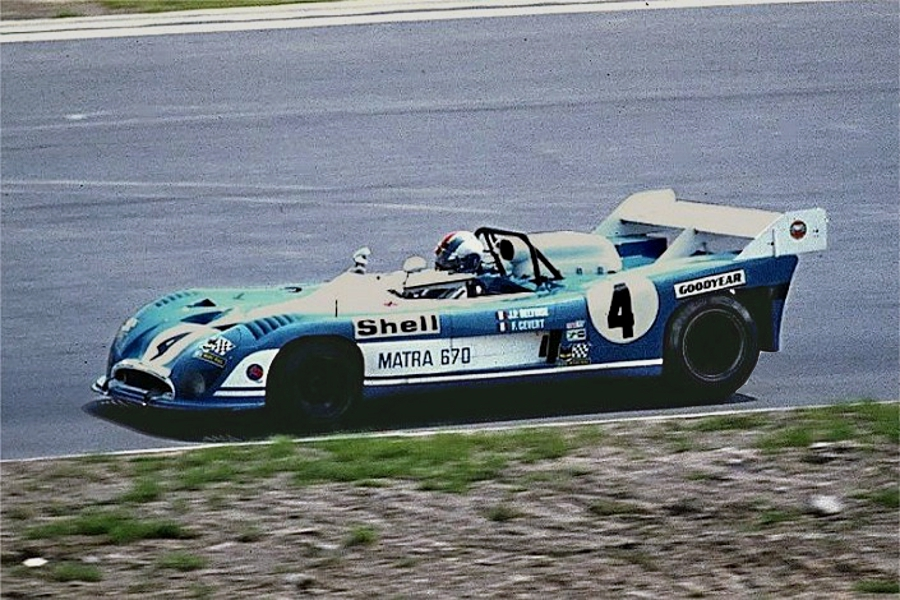
MS670をドライブするフランソワ・セベール

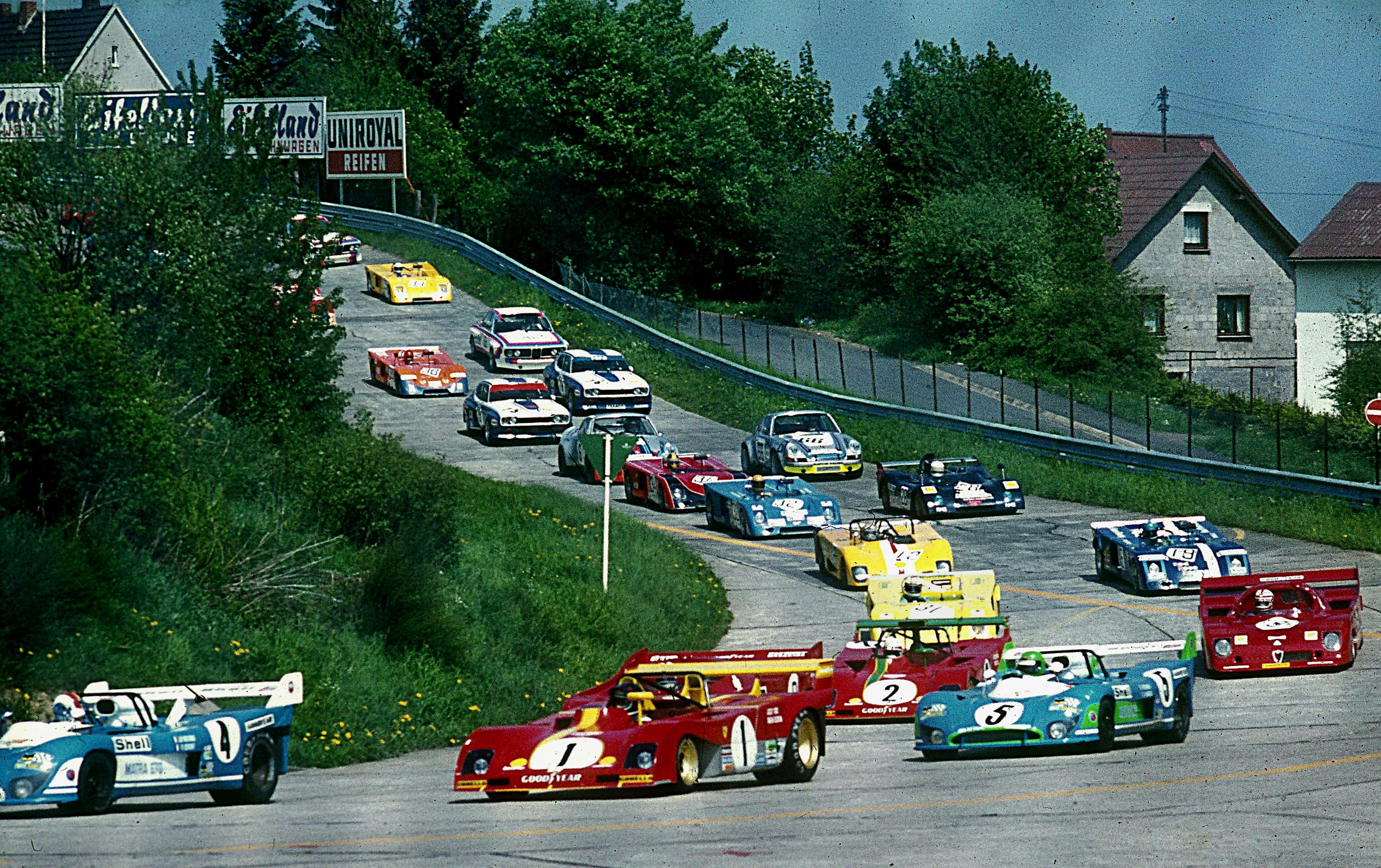
1973年ニュルブルクリンク1000km。左がセベール車、右がペスカロロ車。真ん中はジャッキー・イクスのフェラーリ・312PB

ル・マンを制したことによりF1から撤退、世界メーカー選手権のタイトル獲得のため本格的に参戦を開始する。ドライバーはベルトワーズ、セベール、ペスカロロの他にジェラール・ラルースが新たに加入。ジャブイーユ、ジャン＝ピエール・ジョッソーがリザーブドライバーという布陣で臨んだ（スパ・フランコルシャン1000kmのみ欠場したベルトワーズ/セベール組に代わってエイモン、ヒルが参加）。
前年のチャンピオンであるフェラーリとの一騎討ちが注目されたが、フェラーリ陣営が73年型312PBのロングホイールベース化によるアンダーステアに悩まされたのに対して5勝をあげるなど速さではフェラーリを上回っていた。ル・マンでもフェラーリを下して2連勝を飾る。
第10戦ワトキンズ・グレン6時間終了時点でのポイントはマトラが124点、フェラーリが127点と僅差でフェラーリがリードしていたが、最終戦のブエノスアイレス1000kmがアルゼンチン国内の事情により中止され、有効得点の関係でマトラがフェラーリを逆転して選手権のタイトルを獲得した。
- 第1戦 デイトナ24時間レース:（MS670-02）リタイヤ
- 第2戦 ヴァレルンガ6時間:（MS670-02）優勝 （MS670-03）リタイヤ
- 第3戦 ディジョン1000km:（MS670-02）優勝（MS670-03）3位
- 第4戦 モンツァ1000km:（MS670-01）3位（MS670-03）11位
- 第5戦 スパ・フランコルシャン1000km:（MS670-01）3位（MS670-03）リタイヤ
- 第6戦 タルガ・フローリオ:出場せず
- 第7戦 ニュルブルクリンク1000km:（MS670-01）リタイヤ（MS670-03）リタイヤ
- 第8戦 ル・マン24時間:（MS670B-02）優勝（MS670B-01）3位（MS670B-03）リタイヤ（MS670-02）リタイヤ
- 第9戦 オーストリア1000km:（MS670-01）優勝（MS670-03）2位
- 第10戦 ワトキンズ・グレン6時間:（MS670-03）優勝（MS670B-01）リタイヤ

### 1974年

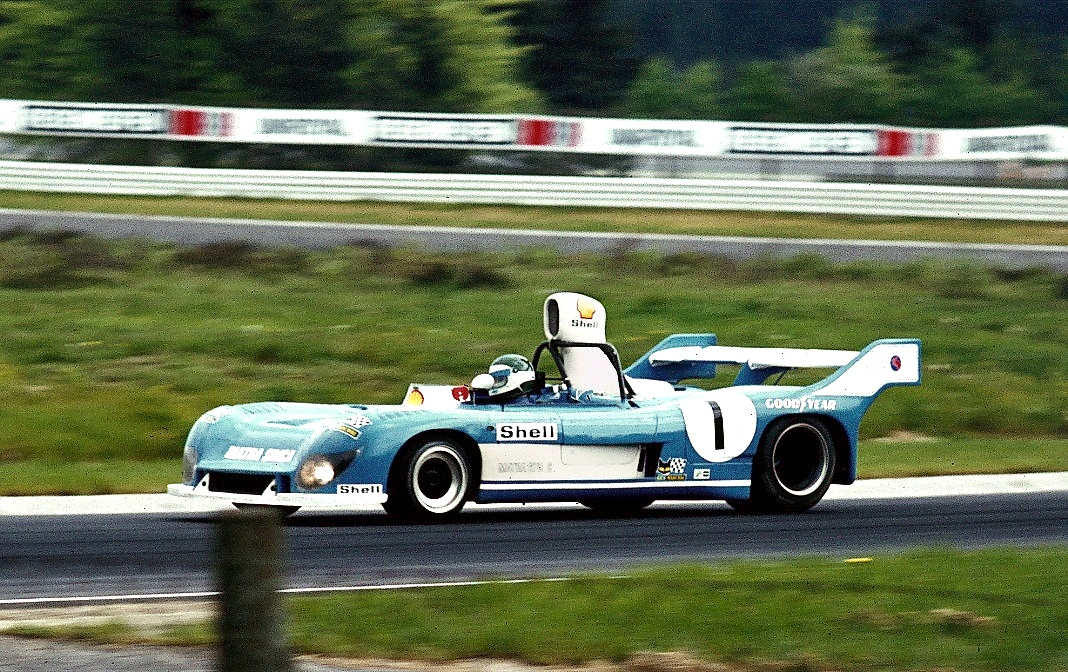
1974年型のMS670C。インダクションボックスが高くなっているのがわかる（1974年ニュルブルクリンク1000km。ドライバーはジャン＝ピエール・ジャリエ）

ライバルのフェラーリがスポーツカーレースから撤退したためチャンピオンの有力候補と目された。ドライバーは事故死したセベールに代わってジャン＝ピエール・ジャリエが加入した他は前年と同じ顔ぶれ（スパ1000kmのみベルトワーズに代わりジャッキー・イクスがドライブ）。初戦のモンツァ1000kmこそ落としたものの、ル・マンでペスカロロ/ラルース組が2年連続で優勝したのを含む9戦全勝で2年連続のチャンピオンを獲得する。しかし、シーズン終了後クライスラーがレース資金の援助を打ち切ることになり、スポーツカーレースから撤退した。
- 第1戦 モンツァ1000km:（MS670C/B-03）リタイヤ（MS670C/B-04）リタイヤ
- 第2戦 スパ・フランコルシャン1000km:（MS670C/B-04）優勝（MS670C/B-01）リタイヤ
- 第3戦 ニュルブルクリンク1000km:（MS670C/B-04）優勝（MS670C/B-01）5位
- 第4戦 イモラ1000km:（MS670C/B-01）優勝（MS670C/B-04）4位
- 第5戦 ル・マン24時間:（MS670B/B-06）優勝（MS670B/B-05）3位（MS670B/B-02）リタイヤ
- 第6戦 オーストリア1000km:（MS670C/B-01）優勝（MS670C/B-04）3位
- 第7戦 ワトキンズ・グレン6時間:（MS670C/B-04）優勝（MS670C/B-01）リタイヤ
- 第8戦 ポールリカール1000km:（MS670C/B-04）優勝（MS670C/B-01）2位
- 第9戦 ブランズハッチ1000km:（MS670C/B-04）優勝（MS670C/B-01）2位
- 第10戦 キャラミ6時間:（MS670C/B-01）優勝（MS670C/B-04）2位

## MS680B
1974年のル・マン24時間にMS670Bを元にして製作されたMS680Bを投入。相違点はフロントにあったラジエターがボディ側面に移設されたことである。ベルトワーズ/ジャリエ組がドライブしたが104周でエンジントラブルのためリタイヤ。皮肉にも一番初めに戦線離脱することになった。この後第8戦ポールリカール1000kmに持ち込まれ練習走行に出走したが、レースには登場せず。

## ドライバー
- ジャン＝ピエール・ベルトワーズ（1972年 - 1974年）
- フランソワ・セベール（1972年 - 1973年）
- ジャン＝ピエール・ジャリエ（1974年）
- アンリ・ペスカロロ（1972年 - 1974年）
- ジェラール・ラルース（1973年 - 1974年）
- クリス・エイモン（1972年、1973年スパ・フランコルシャン1000km）
- グラハム・ヒル（1972年、1873年スパ・フランコルシャン1000km）
- ジャッキー・イクス（1974年スパ・フランコルシャン1000km）
- ハウデン・ガンレイ（1972年）
- デイビッド・ホッブス（1972年）
- ジャン＝ピエール・ジャブイーユ（1972年、1973年 - 1974年ル・マン24時間）
- ジャン＝ピエール・ジョッソー（1973年 - 1974年ル・マン24時間）
- パトリック・デパイユ（1973年ル・マン24時間）
- ボブ・ウォレク（1973年 - 1974年ル・マン24時間）
- フランソワ・ミゴール（1974年ル・マン24時間）
- ジョゼ・ドレム（1974年ル・マン24時間）